# Matthias Zdarsky
Matthias Zdarsky (Kožichovice, 25 febbraio 1856 – Sankt Pölten, 20 giugno 1940) è stato uno sciatore alpino austriaco.

## Biografia
Contribuì in modo decisivo al passaggio dall'era del telemark a quella dello sci alpino, ideando diversi tipi di attacchi per fissare lo scarpone allo sci. Sperimentò per sei anni una nuova tecnica, chiamata “voltata d'appoggio”: sostanzialmente utilizzava uno spazzaneve effettuato con le ginocchia piegate e un solo bastone. 
Facendo perno su di esso alternativamente a destra e a sinistra, si riusciva a voltare anche su pendii ripidi. Essenziale era, per questa tecnica, la rotazione di tutto il corpo nel senso di curva per facilitare il cambiamento di direzione. Sulle Alpi austriache nasceva dunque una tecnica capace di soppiantare quella norvegese del telemark, poco adatto a sciare su pendii piuttosto ripidi e fitti di vegetazione. Nel 1897 Zdarsky pubblicò il primo testo sull'insegnamento dello sci, intitolato La tecnica dello sci di Lilienfelder (Lilienfelder Skilauf-Technik), dal villaggio sulle Alpi austriache dove viveva.
Le due teorie di sterzata portarono ad una rivalità che culminò con una sfida lanciata da Zdarsky. Si tenne così la prima gara di slalom della storia dello sci su un pendio di 35° di inclinazione disseminato di pali. In palio 2000 marchi tedeschi. Nessuno accettò la sfida e Zdarsky, il primo vero maestro che la storia ricordi, continuò a mettere le basi di una tecnica che ha allevato due generazioni di sciatori.